# Найдёнов, Николай Александрович (1894)
Николай Александрович Найдёнов (1894, Иванцево, Тверская губерния — 1969, Москва) — советский военный деятель, генерал-лейтенант интендантской службы (1943 год).

## Биография
Родился в 1894 году в деревне Иванцево (ныне — в Лихославльском районе Тверской области).
Член РКП(б)/КПСС с 1916 года. С 1918 года — состоял в рядах РККА.

### Образование
- 1928 год — окончил Военно-политическую академию им. В. И. Ленина;
- 1935 год — окончил один курс особого факультета Военной академии РККА им. М. В. Фрунзе.

### Воинские звания
- 17 февраля 1936 год — бригадный комиссар;
- 22 февраля 1938 год — дивизионный комиссар;
- 4 июня 1940 год — генерал-майор интендантской службы;
- 29 августа 1943 год — генерал-лейтенант интендантской службы[4].

### Должности
- с июня 1920 года — комиссар 29-х Полтавских пехотных курсов;
- до июля 1924 года — комиссар 14-й Полтавской пехотной школы;
- начальник снабжения 7-й армии;
- начальник снабжения Закавказского военного округа;
- в июне 1941 года — начальник квартирно-эксплуатационного управления Красной армии;
- с ноября 1941 года — врид председателя Центрального совета Всеармейского охотничьего общества;
- с декабря 1941 года — начальник управления центральной базы (город Вологда);
- в январе 1942 года был назначен заместителем командующего по тылу;
- 1942 год — начальник тыла Северо-Западного фронта;
- с июня 1942 года находился в распоряжении управления кадров Главного управления тыла Красной армии;
- с августа 1942 года — заместитель командующего;
- с августа 1942 года — начальник тыла Закавказского фронта;
- с 1944 по 1947 год — управляющий делами НКО СССР;
- с 1949 по 1953 год — руководитель Военным факультетом при Московском финансовом институте (ныне Финансовый университет при Правительстве РФ)[5].

### Смерть
Умер в 1969 году в Москве, похоронен на Новодевичьем кладбище.

### Награды
- два ордена Ленина (25.10.1943[6], 21.02.1945);
- пять орденов Красного Знамени (22.02.1938, 21.03.1940, 03.05.1942, …, 20.06.1949);
- два ордена Кутузова 2-й степени (10.04.1945, 05.06.1945[7]);
- два ордена Отечественной войны 1-й степени (…, 16.05.1944[8]).
- медали, в том числе:
  - «За оборону Сталинграда» (22.12.1942)
  - «За оборону Кавказа» (01.05.1944)
  - «За победу над Германией» (09.05.1945)
  - «За победу над Японией» (30.09.1945)